# Winnebago (Illinois)
Winnebago é uma vila localizada no estado americano de Illinois, no Condado de Winnebago.

## Demografia
Segundo o censo americano de 2000, a sua população era de 2958 habitantes.
Em 2006, foi estimada uma população de 3129, um aumento de 171 (5.8%).

## Geografia
De acordo com o United States Census Bureau tem uma área de
3,6 km², dos quais 3,6 km² cobertos por terra e 0,0 km² cobertos por água. Winnebago localiza-se a aproximadamente 263 m acima do nível do mar.

## Localidades na vizinhança
O diagrama seguinte representa as localidades num raio de 20 km ao redor de Winnebago.